# Миндра
Миндра — упразднённый в 2011 году посёлок в Ичалковском районе Республики Мордовия России. Входил в состав Лобаскинского сельского поселения.

## География
Располагался на правом берегу реки Кемлятка, напротив деревни Ханинеевка, в 4 км к юго-западу от села Лобаски.

## История
Основан в начале 1920-х годов переселенцами из села Лобаски, назван по одной из улиц села. В 1931 году состоял из 31 двора.
Исключен из учётных данных в 2011 году.

## Население
| 2002 | 2010 |
| ---- | ---- |
| 9    | ↘0   |

Национальный состав
Согласно результатам переписи 2002 года, в национальной структуре населения русские составляли 33 %, мордва-эрзя — 45 % из 9 человек.